# نبرد آوا
نبرد آوا (به ژاپنی: 阿波沖海戦 Awa oki kaisen) در ۲۸ ژانویه ۱۸۶۸ در طی جنگ بوشین در خلیج ولایت آوا در نزدیکی اوساکا مابین کشتی‌های شوگون‌سالاری توکوگاوا و کشتی‌های وفادار به دربار امپراتوری اهل ولایت ساتسوما رخ داد.